# Iron Butterfly
Iron Butterfly ist eine US-amerikanische Rockband, die 1966 in San Diego gegründet wurde und 1968 mit ihrem Album In-A-Gadda-Da-Vida und dem gleichnamigen Titelstück Weltruhm erlangte.

## Geschichte
Das Debütalbum Heavy erschien 1968 und verblieb fast ein ganzes Jahr in den Charts. Kurz danach verließen die Gründungsmitglieder DeLoach, Penrod und Weis die Band. Penrod und Weis gründeten die Band Rhinoceros.
Einer der Klassiker der Rockmusik entstand eher zufällig am 27. Mai 1968 im New Yorker Tonstudio Ultrasonic Sound. Toningenieur Don Casale ließ zum Soundcheck das Band mitlaufen, als die Gruppe In-A-Gadda-Da-Vida üben wollte. Der alkoholisierte Musikproduzent George Morton war zwar als Produzent vorgesehen, doch wurde er von Atlantic Records später auf den Liner Notes der LP nicht mehr erwähnt. Die 17:05 Minuten lange Albumversion wurde in nur einem Take aufgenommen, ein weiteres Take war nicht mehr erforderlich. Jim Hilton stellte in den Gold Star Studios hiervon ein Remix her und wird seither offiziell als Produzent angegeben. Die Singlefassung wurde anschließend auf 2:52 Minuten editiert. In-A-Gadda-Da-Vida füllte in seiner Langfassung die gesamte B-Seite der gleichnamigen LP.
Bei den Aufnahmen zu dem Album In-A-Gadda-Da-Vida waren Organist und Sänger Doug Ingle und Schlagzeuger Ron Bushy mit zwei neuen Mitgliedern, dem Gitarristen Erik Brann und dem Bassisten Lee Dorman, anwesend. Das für damalige Zeiten ungewöhnlich lange, für Radiosender untaugliche, siebzehn Minuten währende gleichnamige Stück auf der zweiten LP-Seite wurde zum Meilenstein und Klassiker der Rockmusik. Die im Juli 1968 veröffentlichte LP In-A-Gadda-Da-Vida wurde über vier Millionen Mal verkauft, hielt sich über ein Jahr in den Top Ten und hat mit ihrem langen Schlagzeugsolo Rockgeschichte geschrieben. Ursprünglich sollte das Lied In the Garden of Eden heißen; laut Covertext der Best-of-CD hörte sich Ron Bushy das Stück gerade über Kopfhörer an, verstand deshalb Doug Ingles Antwort auf die Frage nach dem Titel als In-A-Gadda-Da-Vida und schrieb den Text unter die Noten. Verschiedene Gerüchte schreiben das Missverständnis hingegen unterschiedlichen Drogen zu, unter deren Einfluss Ingle währenddessen gestanden haben soll.
In-A-Gadda-Da-Vida war ein Meilenstein in der Entwicklung des Hard Rock und mit siebzehn Minuten eines der ersten Stücke der Rockmusik, die sich über eine ganze Plattenseite erstreckten. Diesen Erfolg konnte Iron Butterfly nie wiederholen. Der als Nachfolger gedachte Vierzehn-Minuten-Titel Butterfly Bleu, eine anspruchsvolle Blues-Adaption mit psychedelischen Elementen, blieb weit hinter dem Bekanntheitsgrad des Vorgängers zurück. Dieser Titel ist auf dem Album Metamorphosis erschienen, bei dessen Aufnahme auch Brann die Band verlassen hatte und durch die Gitarristen Mike Pinera und Larry „Rhino“ Reinhardt ersetzt worden war.
Die Band löste sich Ende Mai 1971 zunächst auf. Lee Dorman gründete mit Larry „Rhino“ Reinhardt, Rod Evans (Ex-Deep-Purple-I) und Bobby Caldwell (Ex-Johnny-Winter) die Band Captain Beyond, die 1972 das gleichnamige Duane-Allman-Gedenkalbum herausbrachte.
1975 wurde Iron Butterfly von Ron Bushy und Erik Brann, dieser jetzt unter Nennung seines tatsächlichen Namens Erik Braunn sowie Philip Taylor Kramer (Bass) und Howard Reitzes (Keyboard) reformiert. In dieser Besetzung erschien das Album Scorching Beauty. Bei dem im selben Jahr erschienen Nachfolgealbum Sun and Steel wurde Reitzes durch Bill de Martines ersetzt. Nachdem auch diese sehr anspruchsvollen Alben in den Charts durchfielen, löste sich die Band bereits 1976 wiederum auf.
Im Zuge des „Sixties-Revivals“ Ende der 1980er Jahre kam es zu einer weiteren Neugründung. Die Band ging auch später noch auf Tournee. Neben Ron Bushy und dem Bassisten Lee Dorman gehörten zuletzt Martin Gerschwitz (Keyboard) und Charlie Marinkovich zur Band.
Philip Taylor Kramer nahm sich am 12. Februar 1995 das Leben, Erik Brann starb am 25. Juli 2003 an einem Herzinfarkt und Larry „Rhino“ Reinhardt am 2. Januar 2012 an Leberzirrhose. Lee Dorman starb am 21. Dezember 2012. Ron Bushy starb am 29. August 2021 im Alter von 79 Jahren.

## Diskografie

### Alben
- Heavy (1968, ATCO)
- In-A-Gadda-Da-Vida (1968, ATCO, UK: Silber; AT: Gold)
- Ball (1969, ATCO)
- Iron Butterfly Live (1970, ATCO)
- Metamorphosis (1970, ATCO)
- Scorching Beauty (1975, MCA)
- Sun and Steel (1975, MCA)

### Kompilationen
- Flying High (1970, Atlantic; Neuauflage des Albums „Heavy“)
- Evolution: The Best of Iron Butterfly (1971, Atlantic; Titel aus Heavy, Vida und Meta)
- Star Collection (1973, Midi) (Titel aus Heavy und Ball)
- Rock Classics (1973, Midi; Wiederauflage des Albums Heavy)
- Rare Flight (1988)
- Light & Heavy: The Best of Iron Butterfly (1993)
- In-A-Gadda-Da-Vida Deluxe Edition (1995)

### Singles
- Don’t Look Down on Me
- Possession
- Unconscious Power
- In-A-Gadda-Da-Vida
- Soul Experience
- In the Time of Our Lives
- Easy Rider
- New Day
- Shady Lady
- Silly Sally
- Pearly Gates
- High on a Mountain Top
- Beyond the Milky Way

## Auszeichnungen für Musikverkäufe
| Goldene Schallplatte - Frankreich - 1977: für das Album In-A-Gadda-Da-Vida | Platin-Schallplatte - Australien - 2001: für das Album In-A-Gadda-Da-Vida |

Anmerkung: Auszeichnungen in Ländern aus den Charttabellen bzw. Chartboxen sind in ebendiesen zu finden.
| Land/RegionAuszeichnungen für Musikverkäufe (Land/Region, Auszeichnungen, Verkäufe, Quellen) | Silber  | Gold     | Platin     | Verkäufe  | Quellen               |
| -------------------------------------------------------------------------------------------- | ------- | -------- | ---------- | --------- | --------------------- |
| Australien (ARIA)                                                                            | —       | —        | Platin1    | 70.000    | aria.com.au           |
| Deutschland (BVMI)                                                                           | —       | —        | Platin1    | 500.000   | musikindustrie.de     |
| Frankreich (SNEP)                                                                            | —       | Gold1    | —          | 100.000   | infodisc.fr           |
| Österreich (IFPI)                                                                            | —       | Gold1    | —          | 25.000    | worldradiohistory.com |
| Vereinigte Staaten (RIAA)                                                                    | —       | Gold1    | 4× Platin4 | 4.500.000 | riaa.com              |
| Vereinigtes Königreich (BPI)                                                                 | Silber1 | —        | —          | 60.000    | bpi.co.uk             |
| Insgesamt                                                                                    | Silber1 | 3× Gold3 | 6× Platin6 |           |                       |

## Auszeichnungen
- Das Lied In-A-Gadda-Da-Vida wurde in die Rock and Roll Hall of Fame aufgenommen.[6]